# Chronogaster typica
Chronogaster typica is een rondwormensoort uit de familie van de Chronogasteridae. De wetenschappelijke naam van de soort is voor het eerst geldig gepubliceerd in 1921 door de Man.